# Teddy Infuhr
Theodore Edward „Teddy“ Infuhr (9. November 1936 in St. Louis, Missouri,  USA – 12. Mai 2007 in Thousand Oaks, Kalifornien,  USA) war ein US-amerikanischer Filmschauspieler und Kinderdarsteller.

## Leben
Teddy Infuhr war das jüngste von vier Kindern. Seine Familie zog mit ihm nach Los Angeles, als er drei Jahre alt war. Zum Schauspielen wurde er von seiner Mutter gebracht. Als Schüler wurde er von einem Talentscout der Rainbow Studios entdeckt und für den Film The Tuttles of Tahiti von 1942 gebucht. Zu diesem Zeitpunkt war er fünf Jahre alt. Während der 1940er Jahre wurde er häufig in der Rolle des engstirnigen Jungen oder als Unruhestifter besetzt. Seine Filmkarriere erlosch mit dem Erwachsenwerden, seine letzte kleine Rolle hatte er 1955 als jugendlicher Schüler in Die Saat der Gewalt.

## Filmografie (Auswahl)
- 1942: The Tuttles of Tahiti
- 1943: The Amazing Mrs. Holliday
- 1944: Das Spinnennest (Sherlock Holmes and The Spider Woman)
- 1945: The House I Live In (Kurzfilm)
- 1946: Ich sing’ mich in dein Herz hinein (Because of Him)
- 1946: Der Mann aus Virginia (The Virginian)
- 1947: Das Ei und ich (The Egg and I)
- 1947: In der Klemme (Desperate)
- 1947: Jede Frau braucht einen Engel (The Bishop’s Wife)
- 1948: Sie leben bei Nacht (They Live by Night)
- 1948: Der Junge mit den grünen Haaren (The Boy with Green Hair)
- 1948: Ein Pferd namens October (The Return of October)
- 1949: Ma and Pa Kettle
- 1949: Madame Bovary und ihre Liebhaber (Madame Bovary)
- 1949: Mit Pech und Schwefel (Brimstone)
- 1949: Zwei Männer und drei Babies (And Baby Makes Three)
- 1949: Der Mann, der zu Weihnachten kam (Mr. Soft Touch)
- 1950: Ma and Pa Kettle Go to Town
- 1950: Blondie’s Hero
- 1950: Der Gangsterboß von Rocket City (The Underworld Story)
- 1950: In der Hölle von Missouri (California Passage)
- 1951: The Gene Autry Show (Fernsehserie, eine Folge)
- 1951: Ma and Pa Kettle Back on the Farm
- 1951: Mein Mann will heiraten (Grounds for Marriage)
- 1951: Zu jung zum Küssen (Too Young to Kiss)
- 1951: Grund zur Aufregung (Cause for Alarm!)
- 1952: The Cisco Kid (Fernsehserie, zwei Folgen)
- 1953: The Abbott and Costello Show (Fernsehserie, eine Folge)
- 1953: Der Gehetzte (The Juggler)
- 1955: Die Saat der Gewalt (Blackboard Jungle)